# Francesca Eastwood
Pour les articles homonymes, voir Eastwood.
Francesca Eastwood est une actrice américaine, née le 7 août 1993 à Redding, en Californie.

## Biographie
Francesca Eastwood est la fille de l'acteur et réalisateur Clint Eastwood et de l'actrice Frances Fisher.
Elle a plusieurs demi-frères et sœurs :
- Le bassiste et contrebassiste de jazz Kyle Eastwood, né en 1968
- L'acteur Scott Eastwood, né en 1986
- L'actrice, productrice et maquilleuse Kimber Lynn Eastwood, née en 1964
- L'actrice et réalisatrice Alison Eastwood, née en 1972
- L'actrice Kathryn Eastwood, née en 1988
- L'actrice Morgan Eastwood, née en 1996

### Carrière
Le public la découvre en 2012 dans la télé-réalité Mrs. Eastwood & Company qui raconte son quotidien avec Dina Eastwood, l'ex-femme du cinéaste, et de sa fille Morgan. L'émission s'est arrêtée au bout de 10 épisodes. 
En 2013, elle est élue Miss Golden Globe. 
En plus de jouer dans des séries B, elle joue dans trois films de son père : Jugé coupable, Jersey Boys et Juré n°2. 
En 2017, dans l'épisode 3 de la saison 3 de Fargo, elle joue avec sa mère Frances Fisher.

### Vie privée
Le 17 Novembre 2013, elle épouse Jordan Feldstein, le frère de Jonah Hill et directeur de Maroon 5, lors d’une petite cérémonie à Las Vegas. Huit jours plus tard, le 25 novembre, Eastwood a demandé l'annulation du mariage. Feldstein est décédé en décembre 2017, lorsqu'un caillot de sang provenant de sa jambe s'est propagé jusqu'à ses poumons.
Depuis 2017, elle est en couple avec Alexander Wraith, un scénariste avec qui elle a eu un enfant né en 2018, un garçon prénommé Titan.
En octobre 2024, Eastwood a été arrêtée à Beverly Hills pour crime de violence domestique. Elle a été rapidement libérée de prison après avoir versé une caution de 50 000 $.

## Filmographie

### Cinéma
- 1995 : Les Aventuriers de l'or noir (The Stars Fell on Henrietta) de James Keach : Mary Day
- 1999 : Jugé coupable (True Crime) de Clint Eastwood : Kate Everett
- 2014 : Jersey Boys de Clint Eastwood : Une serveuse
- 2015 : Final Girl : La Dernière Proie (Final Girl) de Tyler Shields (en) : Gwen
- 2015 : Kids vs Monsters de Sultan Saeed Al Darmaki : Candy
- 2016 : Outlaws and Angels de JT Mollner : Florence Tildon
- 2017 : Angie X de Angie Wang : Jeanine
- 2017 : M.F.A. de Natalia Leite : Noelle
- 2017 : The Vault de Dan Bush : Leah Dillon
- 2019 : Wake up d'Aleksandr Chernyaev
- 2021 : Old de M. Night Shyamalan : Madrid
- 2024 : Juré n°2 (Juror #2) de Clint Eastwood : Kendall Carter

### Séries télévisées
- 2014 : Oh, You Pretty Things! (saison 1, 9 épisodes) : Olivia Jones
- 2014 : Perception (saison 3, épisode 7) : l'hallucination de rêve
- 2015 : Heroes Reborn (5 épisodes) : Molly Walker
- 2017 : Fargo (saison 3, épisode 3) : Vivian Lord jeune
- 2017 : Twin Peaks (saison 3, épisode 18) : Kristi la serveuse

### Téléfilms
- 2015 : Attirance interdite (Wuthering High) de Anthony DiBlasi : Ellen
- 2015 : Mensonges maternels (Mother of All Lies) de Monika Mitchell : Sara Caskie
- 2015 : Le Cauchemar d'une disparue (Girl Missing) de Joel Soisson : Jane